# Screwdriver

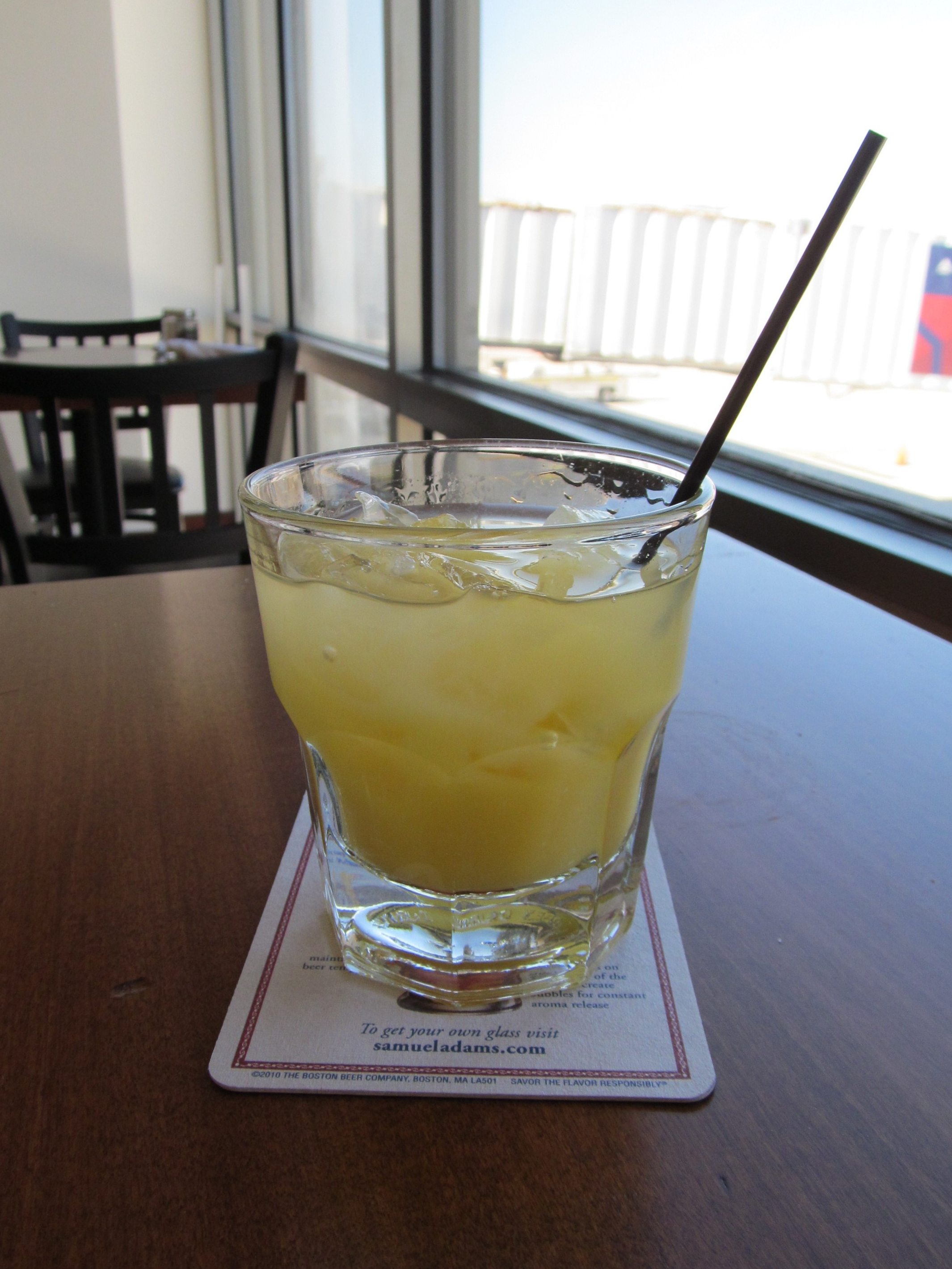

Screwdriver (z ang.: śrubokręt) – koktajl alkoholowy, bazujący na niedrogich składnikach. Jego składnikami są wódka z sokiem pomarańczowym i lodem. Można dodać likier pomarańczowy, aby kolor był intensywniejszy i skórkę pomarańczową dla ozdoby.
Istnieje odmiana tego koktajlu o nazwie „Elektryczny Screwdriver”, zawierająca również likier malinowy.